# Tumulus de Kerméné
Le tumulus de Kerméné (ou Kermené) est un tumulus préhistorique, non mégalithique, situé sur la commune de Guidel, dans le département français du Morbihan, en Bretagne. Les fragments d'une statue-menhir féminine ont été découverts dispersés dans la masse du tumulus.

## Historique
Le tumulus n'a été signalé qu'en 1956, mais il semble que précédemment Louis Le Pontois « serait venu le voir, mais aurait jugé qu'il était sans intérêt pour lui ». Pierre-Roland Giot a fouillé le site en 1957 et 1958.

## Description
Le tumulus a été édifié sur une petite éminence à 63 m d'altitude. Il est de forme circulaire (environ 18 m de diamètre). Sa hauteur est d'environ 2,50 à 2,75 m, mais à l'origine il pouvait atteindre 3 m au-dessus du sol. Le sommet est excentré, formant une plate-forme circulaire aplanie d'environ 6 à 7 m de diamètre. Avant fouilles, la présence de quelques pierres visibles dépassant du sommet, sur les pentes et à la base du tumulus, pouvait laisser penser à l'existence d'une structure interne, mais les fouilles ont montré que le tumulus n'est pas un monument mégalithique et qu'il ne renfermait aucun monument funéraire caractéristique.

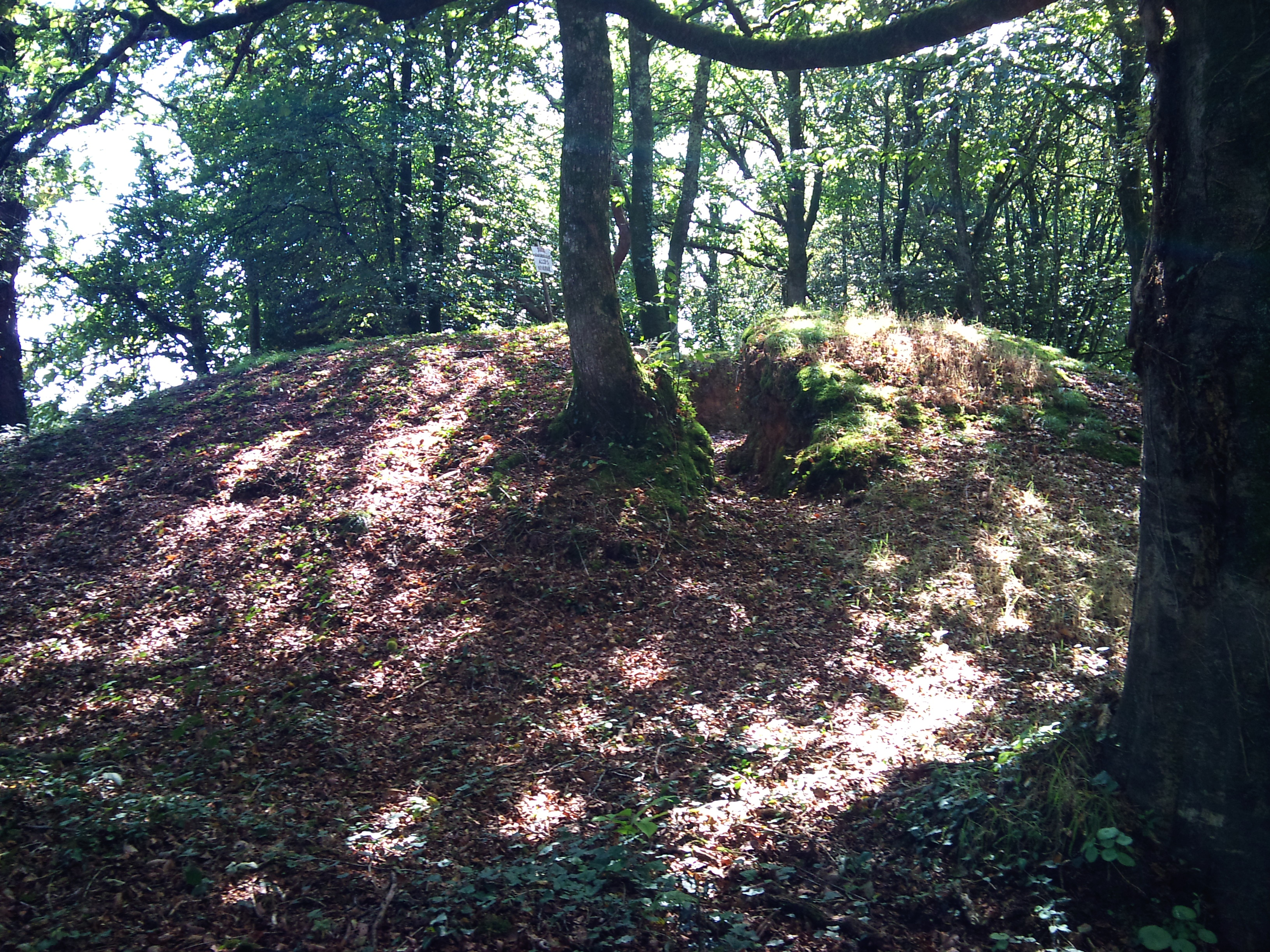
Vue d'ensemble du tumulus.

Le tumulus est constitué d'une superposition de couches de pierres ou de terre. La couche de terre végétale supérieure, d'origine détritique, recouvrait un lit de pierrailles enserré à la base dans une couronne de blocs plus gros mais disposés irrégulièrement. L'implantation primitive des blocs exclut la possibilité de l'existence à l'origine d'un éventuel mur de parement. Les blocs utilisés sont des blocs de granite local bien caractéristique, et dans une moindre mesure des blocs d'une roche silicifiée de mauvaise qualité de type meulière. Une cinquantaine de pierres correspondent à des fragments de meules dormantes en granite. Leur débitage systématique et leur répartition sur l'ensemble du cairn pourrait correspondre à un rite spécifique. La grande masse du tumulus est constituée d'une première couche d'argile jaunâtre incluant ponctuellement des poches de sable marin, quelques galets, des cendres et des charbons de bois très dispersés. Elle recouvrait au centre une seconde couche d'argile bleue qui avait été soigneusement tassée, d'environ 6 à 7 m de diamètre sur 1 m d'épaisseur en moyenne. La dernière couche, en contact avec le sol d'origine, est constituée d'un cailloutis argilo-sableux de 10 à 20 cm d'épaisseur, probablement prélevé dans le lit d'un ruisseau, renfermant des traces d'incinération dispersées.

## Mobilier archéologique
Le tumulus comportait en surface des vestiges d'une fréquentation continue depuis le Bronze récent, mais la masse du tumulus était demeurée inviolée. La masse du tumulus renfermait de nombreux débris de poteries domestiques comportant des traces de suie et un petit matériel lithique (petite hache polie en jadéite, pendentif arciforme perforé en schiste, fragments de haches polies, outils lithiques, éclats de silex). Les tessons de céramique, très fragmentés, correspondent à des poteries à pâte épaisse et grossière, à dégraissant quartzeux, plutôt bien cuite, de couleur rougeâtre ou jaunâtre, ou à des poteries, à pâte plus fine, à surface externe lissée et enduite. Ces poteries sont rarement décorées (traits grossiers, cordons frustes). L'ensemble peut être attribué au Néolithique moyen jusqu'au Bronze moyen.
Dans le quart sud-est du tumulus, à mi-hauteur de pente, ont été découverts trois fragments en granite, non raccordables mais provenant d'un même bloc, comportant des surfaces soigneusement bouchardées. Ils correspondent aux fragments d'une stèle sculptée, de type statue-menhir, représentant un personnage féminin très stylisé. Le style présente des similitudes avec les rares statues-menhirs découvertes à Guernesey. L'état de la pierre indique que cette stèle a toujours été conservée enterrée (hormis un coin de l'épaule légèrement altéré). Une reconstitution de cette statue-menhir permet d'estimer qu'elle devait atteindre au maximum 1,50 m de hauteur.
Les datations au radiocarbone effectuées sur les charbons de bois correspondent à une période comprise vers 2070 av. J.-C. +/- 110 ans.